# Chemistry (Buckshot & 9th Wonder)
Chemistry è un album collaborativo tra il rapper statunitense Buckshot e il produttore hip hop connazionale 9th Wonder, pubblicato nel 2005.
| Recensione | Giudizio |
| ---------- | -------- |
| HipHopDX   | [ 2 ]    |
| PopMatters | [ 3 ]    |
| Pitchfork  | [ 4 ]    |
| Prefix     | [ 5 ]    |
| RapReviews | [ 6 ]    |
| Vibe       | [ 7 ]    |

## Tracce
Musiche di 9th Wonder.
1. Intro – 0:55
2. Chemistry 101 – 1:35
3. He's Back – 1:54
4. Now a Dayz (That's What's Up) – 3:32
5. Slippin – 2:39
6. Side Talk – 3:08
7. The Ghetto – 4:10
8. Food for Thought – 3:13
9. No Comparison – 3:43
10. Birdz (Fly The Coup) (feat. Keisha Shontelle & Phonte) – 4:37
11. U Wonderin (feat. Rapper Big Pooh & Sean Price) – 4:23
12. Out Of Town (feat. Joe Scudda, L.E.G.A.C.Y.) – 4:42
13. I Don't Know Why (feat. Keisha Shontelle) – 5:29

Traccia bonus
1. Money Makes The World Go Round (feat. Starang Wondah*) – 4:28